# Élevage à La Réunion

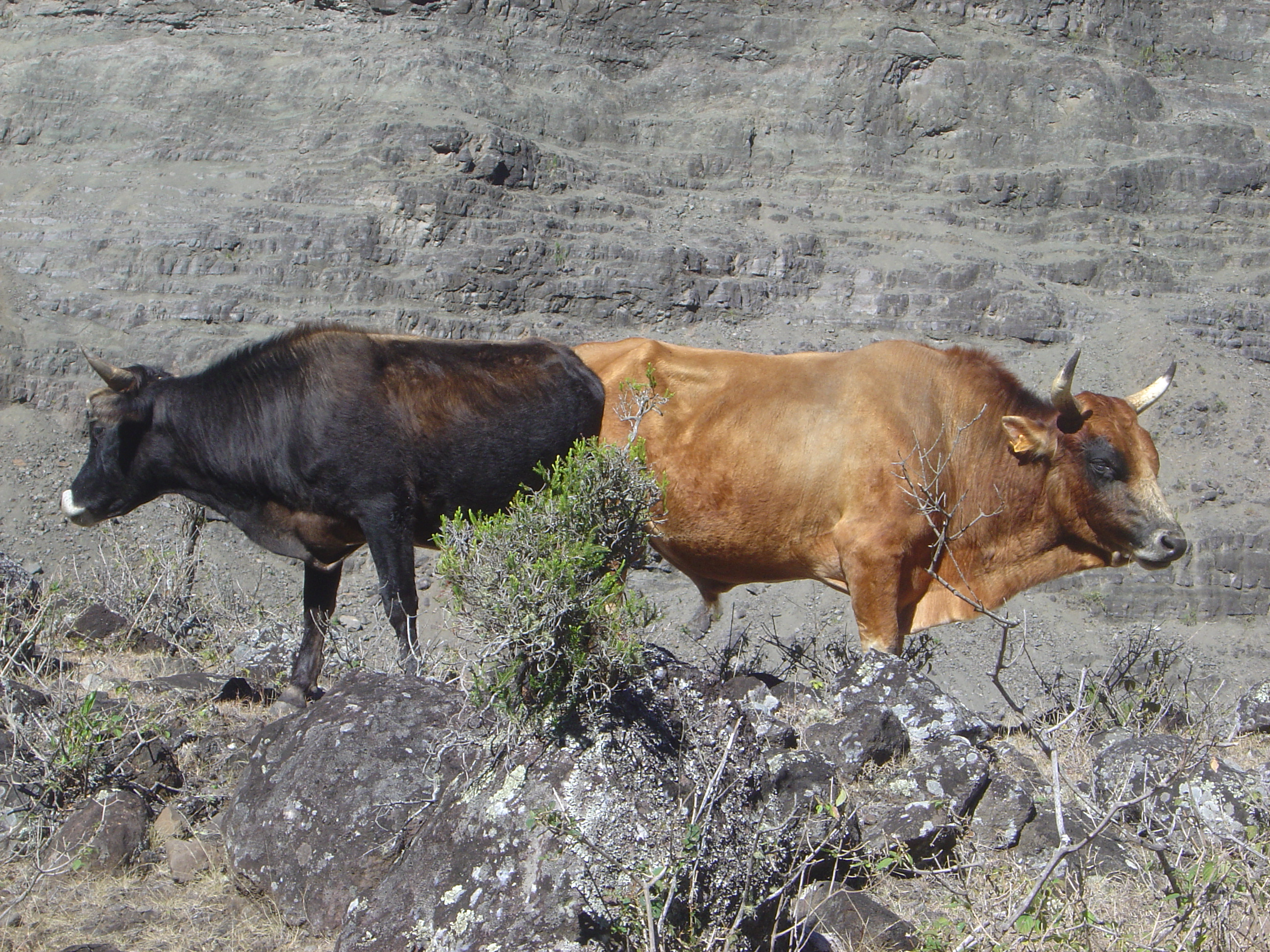
Du bétail réunionnais près de Trois Roches, un site naturel dans le cirque de Mafate.

L'élevage est une activité agricole en pleine expansion sur l'île de La Réunion. Il représente près du tiers de la valeur totale de la production agricole réunionnaise. Il permet l'existence d'une industrie laitière dont un des acteurs principaux est la Compagnie laitière des Mascareignes.